# Альберти, Берардо Танкреди
Берардо Танкреди (итал. Berardo Tancredi Alberti; 1143 — 1203) — флорентийский государственный деятель. Граф Прато из рода Альберти.

## Биография
Сын графа Альберто II, он был важным феодалом в регионе Прато и проводил политику экспансии своих феодов после женитьбы в 1120 году на вдове последнего члена дома Кадолинги, несмотря на нарушение воли последнего графа, завладев такими замками, как Вернио и Мангона.
Сын графа Альберто II и его жены Софии. [ 1 ] [ 2 ] Будучи одним из самых знатных графов в районе между Флоренцией и Пистойей , в конце 1119 или начале 1120 года он женился на Сесилии, дочери графа Ардуино из Палу и вдове графа Уго, последнего представителя важной династии Кадолинги . После женитьбы Берардо приобрел у этой семьи значительные владения в Тоскане и Болонских Апеннинах , включая такие известные замки, как Вернио и Мангона. [ 3 ] [ 4 ] Это присвоение противоречило завещанию покойного, в котором говорилось, что половина имения должна быть оставлена в узуфрукт вдове и что она не сможет распоряжаться им, если вернется домой, но Альберти проигнорировали его положения, что на протяжении многих лет приводило к столкновениям с городом Флоренцией. [ 5 ] Однако во Флоренции Альберти также пытались оказывать влияние, несмотря на отсутствие юрисдикции, поставив во главе епархии брата Берардо, Гоффредо , который занимал эту должность в течение тридцати лет. [ 6 ] [ 7 ]
С расширением было создано важное ядро лордства. Кроме того, он начал поддерживать отношения с монастырями, основанными Кадолингами, например, в феврале 1120 года Берардо и Чечилия пожертвовали различные блага настоятелю монастыря Санта Мария ди Монтепьяно для упокоения души усопшего графа Уго. Растущее значение власти привело к тому, что он начал играть видную роль в политике, став сторонником папы Иннокентия II во время раскола 1130 года, а также представителем императора в Тоскане, как это было 4 июня 1133 года в Риме , где император Лотарь III даровал ему титул «princeps nostre curie», то есть принца или ведущего члена своего двора. [ 3 ]
Стоит отметить, что Чечилия умерла в 1136 году, по-видимому, не оставив потомства, [ 3 ] и Берардо женился снова, женившись на Оррабиле, дочери Гвинидильдо, от которой у него было двое детей, Альберто и Мария. [ 8 ] [ 9 ] Он умер между летом 1140 года и летом 1141 года. Его сын унаследовал титул графа, но поскольку ему было четыре года, он был оставлен под опекой своей матери, [ 3 ] которая, овдовев, получила в пользование различные владения.

## Семья
```
был женат два раза. В первом браке на Имилии, дочери графа Гвидо VI Гвиди, а во втором браке — на Табернарии, дочери Берната да Форноли. Он оставил семерых детей, из которых мужчины разделили его владения.
```

Дети: